# Arco mongol

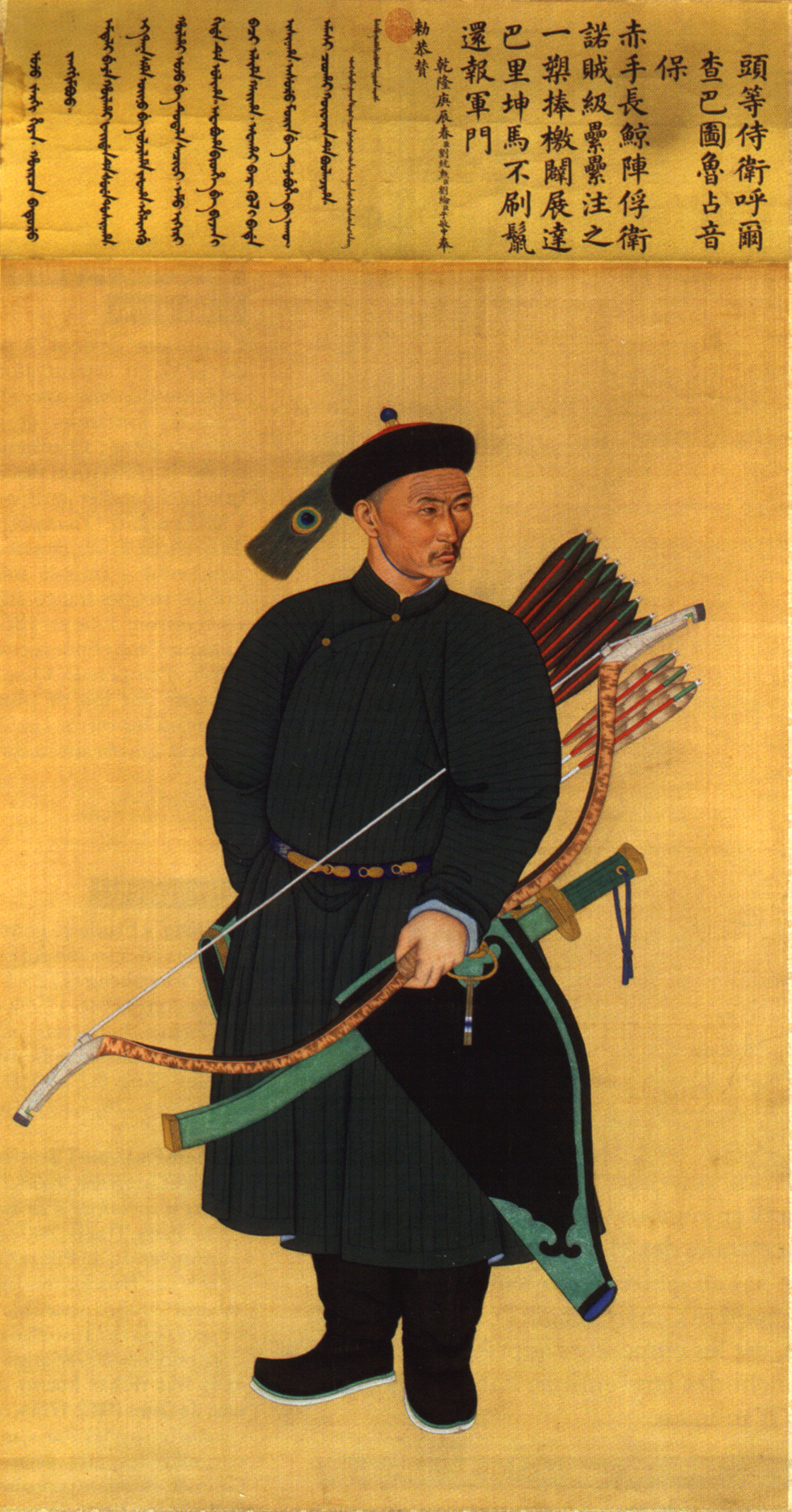
Arquero manchú con el arco origen del arco mongol moderno. Las diferencias menores entre el manchú y el arco mongol actual son la forma del puente de la cuerda y el uso de piel de zapa (o chagrin) teñida en las palas del arco manchú (dado que Mongolia no tiene salida al mar el uso de peces no es tradicional). Las palas del arco mongol tienden a ser más redondeadas y son por completo de madera habitualmente pintada de verde.

El arco mongol es un arco compuesto recurvado reconocido por su efectividad militar. Los viejos arcos mongoles usados durante la época de Gengis Kan eran más pequeños que las armas modernas usadas en la mayoría de festivales Naadam de la actualidad. Los arcos modernos mongoles son más grandes y tienen apoyos para la cuerda, con un diseño muy similar al de los arcos usados por el ejército chino durante la dinastía Qing. La tradición arquera mongola frenó su evolución cuando el tiro con arco fue oficialmente prohibido en Mongolia tras la conquista llevada a cabo por la dinastía manchú.

## Construcción

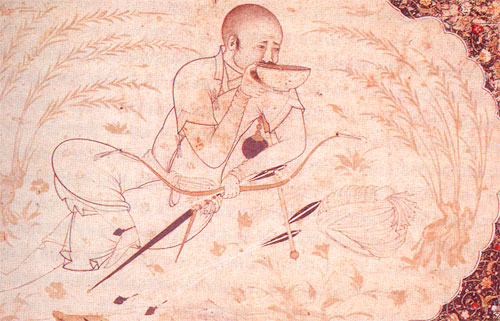
Hulagu Kan con el antiguo arco compuesto usado durante la época de las conquistas mongolas. Es más pequeño y no tiene soportes para la cuerda.

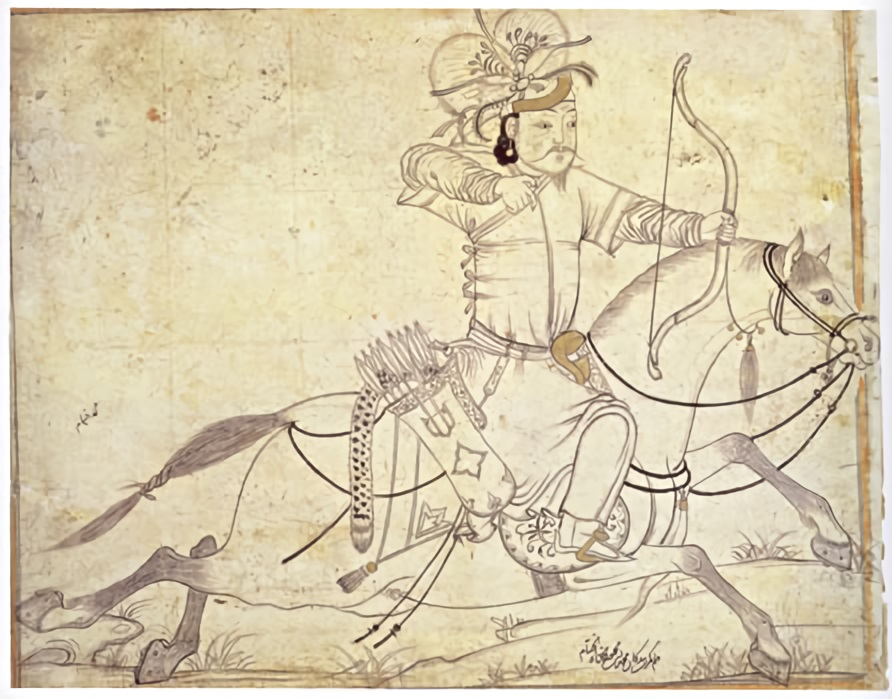
Una representación timúrida de un arquero mongol. Firmado(abajo a la derecha): Muhammad ibn Mahmudshah al-Khayyam, principios del.

Los antiguos y modernos arcos mongoles forman parte de la tradición del arco compuesto en Asia. Su núcleo es de madera, con cuerno en la cara interna del lado del arquero y tendón en el dorso, todo ello unido con cola animal. Dado que la cola animal se disuelve con el agua los arcos compuestos pueden estropearse con la lluvia o la humedad excesiva; una cubierta de corteza de abedul (resistente al agua) puede proporcionar una protección limitada a la humedad y del daño mecánico. El arco se guarda normalmente en una funda de cuero para que esté a salvo cuando no se usa.

### Soporte de la cuerda
La diferencia principal entre el arco moderno mongol y otros arcos compuestos es la presencia del soporte de la cuerda (o "puente"), un accesorio de cuerno, cuero o madera usado para mantener la cuerda un poco apartada de las palas del arco desde la base de la siyah. Este accesorio ayuda al arquero al incrementar la fuerza aplicada en las fases iniciales del tensado, aumentando así la energía total almacenada en este proceso y que se transfiere a la flecha. No se han encontrado pruebas de estos puentes en tiempos del imperio Mongol y las primeras apariciones seguras tienen lugar en el arte chino durante la posterior dinastía Qing manchú. Los ejércitos de Gengis Kan habrían usado los arcos compuestos típicos de cada una de las diversas nacionalidades que lo componían por esa época.

## Alcance

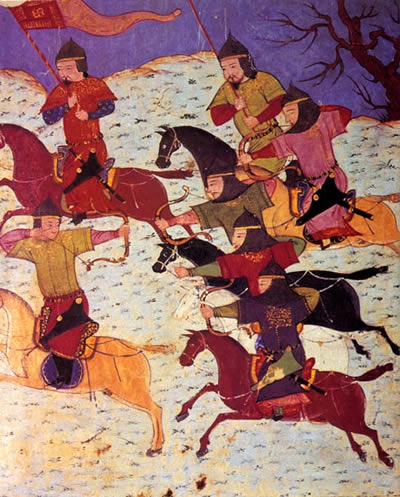
Los arqueros mongoles usaban durante la época del Imperio Mongol un arco más pequeño adecuado para el tiro a caballo.

Una estela de piedra hallada cerca de Nerchinsk, en Siberia, contenía la siguiente inscripción: "Mientras Chinguis (Gengis Kan)  mantenía una reunión con dignatarios mongoles, después de su conquista de Sartaul (Corasmia), Esungge (sobrino del Kan) disparó a un blanco a 335 alds (536 m)."
En su novela histórica Khökh Sudar, Injinashi, el filósofo, historiador y escritor mongol, se imagina como sería la competición entre todos los hombres mongoles en 1194-1195: cinco arqueros disparan al blanco tres veces desde una distancia de 500 arcos (1 arco = al menos un metro).

## Apertura (tensado) y tiro mongol

Diferentes tipos de agarre; el 3 es la apertura mongola.

La apertura mongola, o apertura de pulgar,  usa solo el pulgar, el dedo más fuerte, para agarrar la cuerda. El índice y el anular refuerzan el agarre al rodear el dorso del pulgar. Este tipo de tiro es tradicional en las estepas asiáticas así como en Corea, Japón, Tíbet, China, Turquía, India y la región que correspondía a Persia. Ishi, el último de los Yahi, también usaba este tipo de tiro con sus arcos cortos.
Este estilo da un agarre más ligero de la cuerda al usar solo un dedo, lo que puede ayudar a evitar el "pinzamiento" de la flecha con arcos más cortos como los arcos compuestos usados normalmente al montar a caballo. Los arqueros mongoles se colocan un anillo metálico en el pulgar para proteger el dedo. También es útil para evitar un problema al que aquellos que usan el tiro mediterráneo se enfrentan habitualmente: los tres dedos no sueltan la cuerda exactamente al mismo tiempo y el lanzamiento falla. Para este tiro la flecha se coloca normalmente en el lado derecho del arco en el caso de un arquero diestro, y en el lado izquierdo del arco para un arquero zurdo.